# Eisenbahnarchäologie

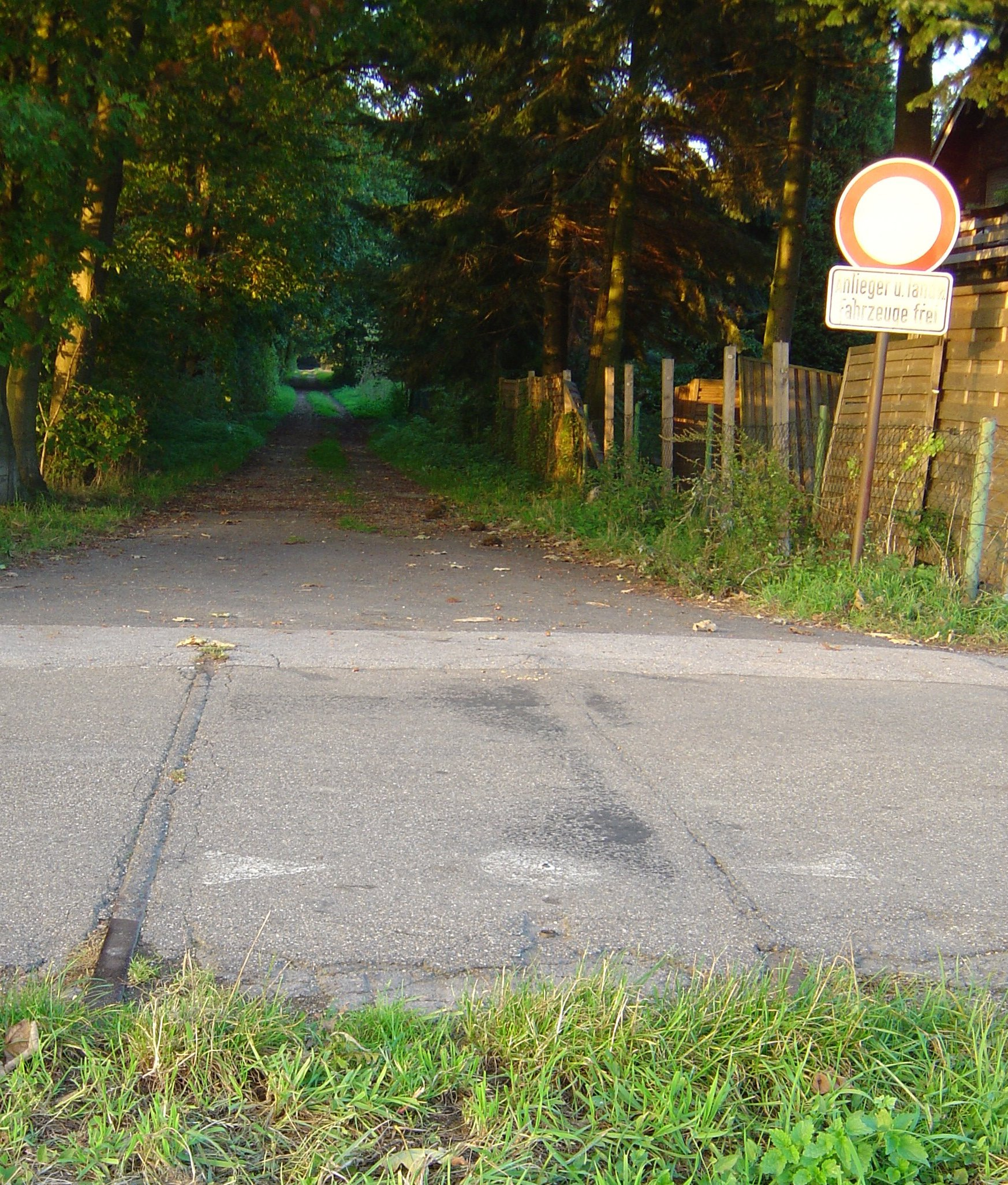
Gleisreste der Straßenbahnstrecke von Krefeld nach Moers am Schaltbruchweg in Kapellen

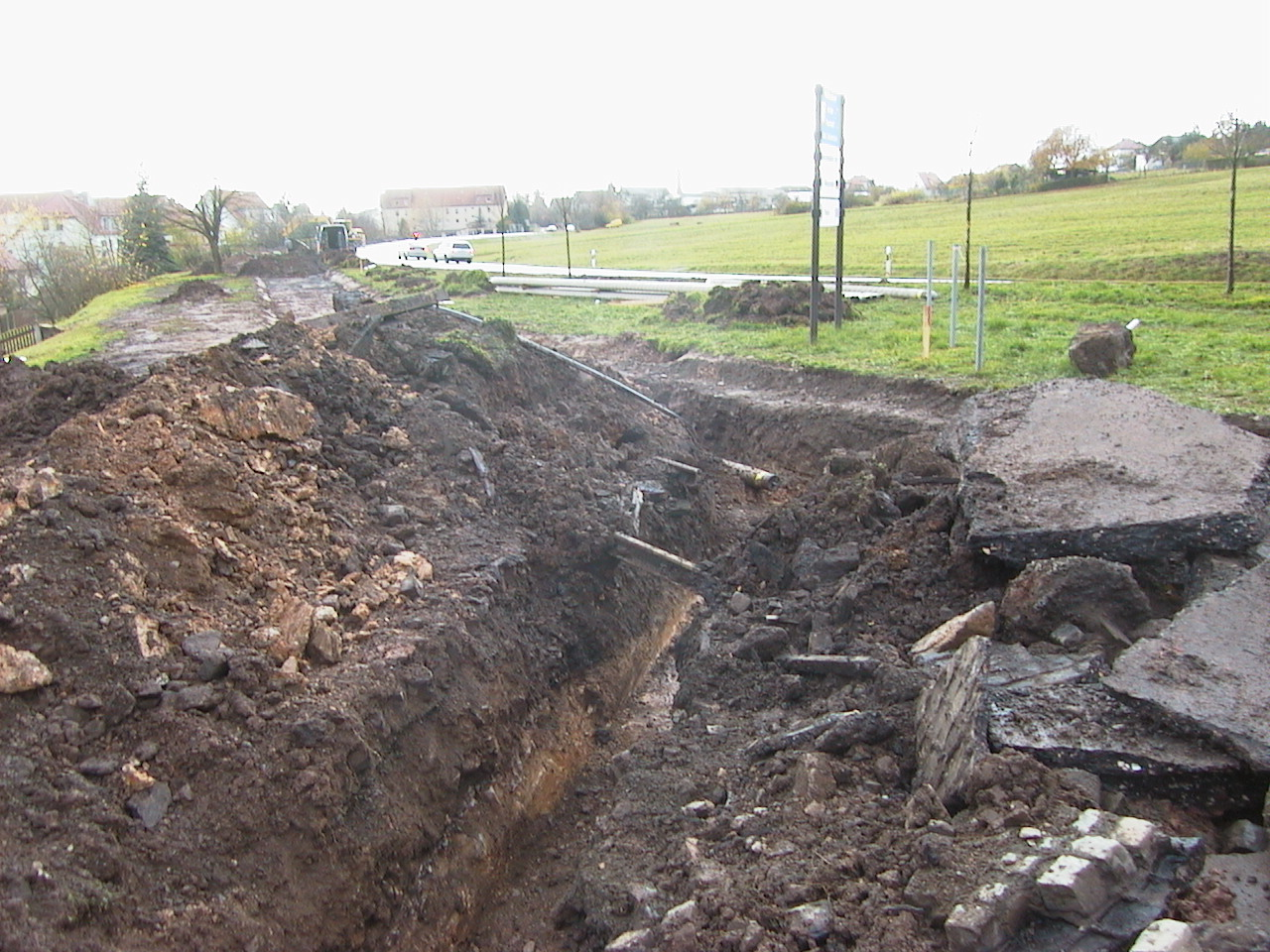
Bei Bauarbeiten wiederentdeckte Gleisreste der Liebensteiner Bahn am Ortsausgang von Bad Liebenstein

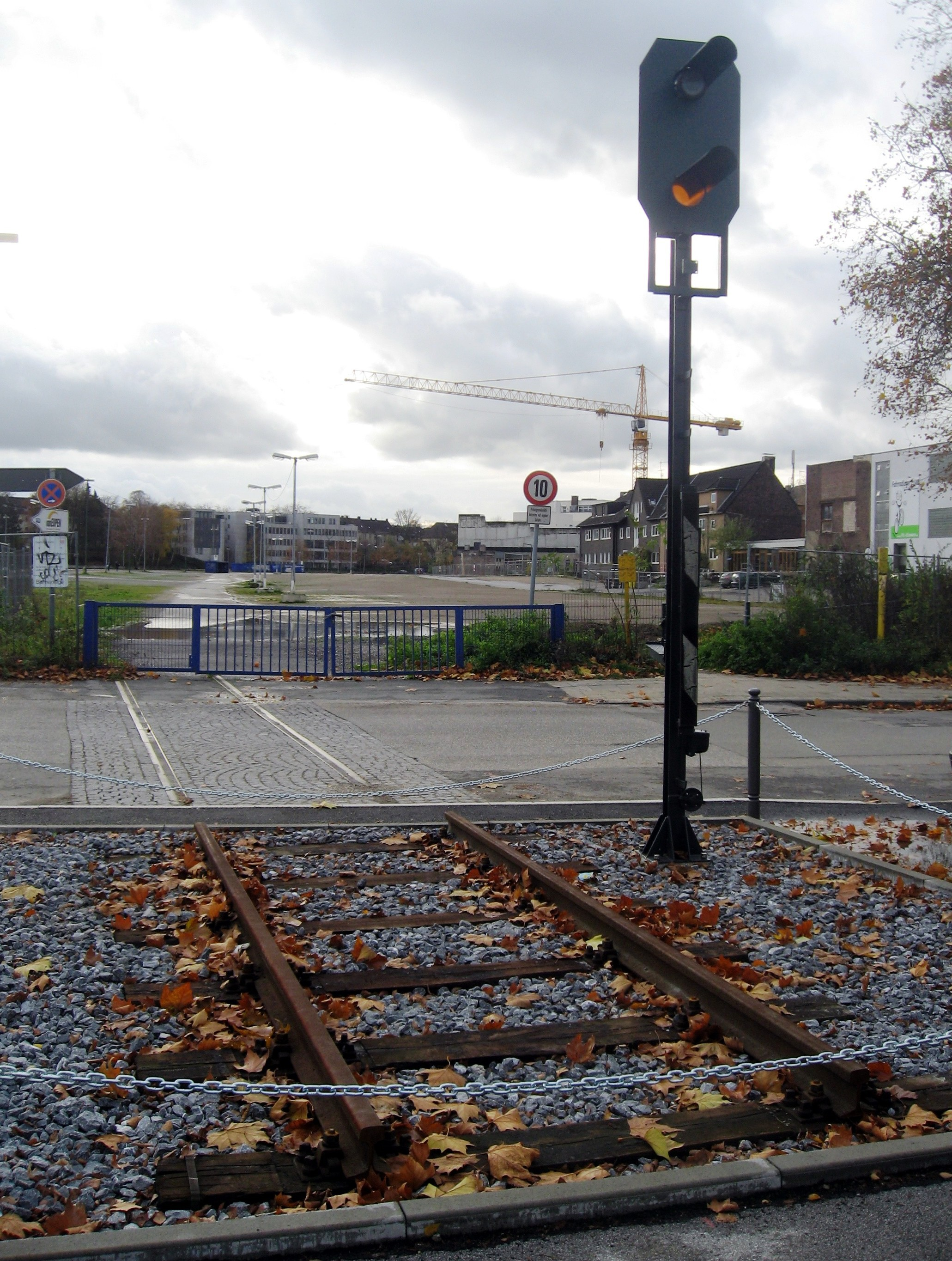
Museal aufbereiteter Gleisrest in Essen-Rüttenscheid zur Erinnerung an den dortigen ehemaligen Bahnhof (Industriebrache im Bildhintergrund)

Eisenbahnarchäologie ist die Suche nach und die Dokumentation der baulichen Reste von stillgelegten Bahnanlagen. Hierzu zählen Strecken, Trassen und Gleise einschließlich aller dazugehörigen Bauwerke wie Straßen, was dann als Wegrelikt bezeichnet wird. Die Suche speziell nach Gleisanlagen (einschließlich solcher von Straßenbahnen) wird auch Gleisarchäologie oder Schienenarchäologie genannt. Die Eisenbahnarchäologie wird in erster Linie von Eisenbahnfreunden als Hobby betrieben. Sie ist ein Teilbereich der Industriearchäologie und auch ein Teil der Neuzeitarchäologie, die in den letzten Jahren verstärkt die Moderne im 19. und 20. Jahrhundert einbezieht.
Unter den Begriff der Eisenbahnarchäologie lässt sich aber auch die Suche nach alten Lokomotiven und Wagen subsumieren. Ein prominentes, bislang aber nicht erfolgreiches Projekt ist die Suche nach der Lok „Der Rhein“ im Rhein.

## Hintergrund
Mitte des 20. Jahrhunderts fand allmählich der Übergang vom damals vorherrschenden Transportmittel Bahn zum Individualverkehr statt. Infolgedessen wurden viele Bahnstrecken stillgelegt oder auch ganz aufgegeben. Die in vielen Städten vollzogene Umstellung von der Straßenbahn auf den Oberleitungsbus, den Omnibus oder die U-Bahn trug und trägt ebenfalls zur Stilllegung von Gleisanlagen bei.
Viele Bahnstrecken werden nach ihrer Aufgabe entweder gänzlich abgebaut oder beispielsweise – unter Weiternutzung des Bahndammes – in Radwege umfunktioniert. Einige werden jedoch zumindest in Abschnitten der Natur überlassen oder – falls sie im Straßenraum verlaufen bzw. diesen kreuzen – lediglich überteert. Die Eisenbahnarchäologie beinhaltet die Suche nach solchen Resten. Man beschränkt sich dabei nicht nur auf die Gleise, sondern bezieht auch Oberleitungsmasten, Bahndämme, Gebäude wie Bahnhöfe und Stellwerke sowie alle sonstigen Bestandteile der ehemaligen Bahnanlage mit ein. Bei Straßenbahnen sind bisweilen noch Oberleitungsrosetten vorhanden.

## Frankreich
In Frankreich gibt es seit einigen Jahren private Initiativen mit dem Ziel, große Teile des ehemaligen Bahnnetzes zu erfassen. Hier stehen besonders Tunnel und Brücken im Vordergrund der Untersuchungen.
Das französische Eisenbahnnetz erreichte in den 1920er-Jahren mit ca. 63.000 Streckenkilometern seine größte Ausdehnung. In den 1930er-Jahren wies dieses engmaschige Eisenbahnnetz in vielen Landesteilen einen defizitären Personenverkehr auf. Als die neugegründete SNCF in den Jahren 1938 und 1939 die großen privaten Eisenbahngesellschaften übernahm, kam es zu einem ersten großen Einschnitt beim Betrieb der regelspurigen Eisenbahnlinien. Auf einer Streckenlänge von 9.020 km wurde der Personenverkehr eingestellt. Einige der betroffenen Strecken existieren noch heute, weisen aber sporadischen Verkehr auf. Teile dieser Linien existieren nur noch, um einige wenige Gleisanschlüsse ansässiger Firmen zu bedienen. Die Infrastruktur ist größtenteils so weit zurückgebaut, um nur dem aktuellen Frachtaufkommen zu entsprechen.
Parallel dazu schrumpfte das ausgedehnte und größtenteils nicht verstaatlichte Schmalspurnetz ab Mitte der 1940er-Jahre und war zu Beginn der 60er Jahre fast vollständig verschwunden. Dieses frühe Aussterben eines mehrere tausend Kilometer langen Eisenbahnnetzes stellt in der Eisenbahnarchäologie eine große Herausforderung dar. Viele der betreffenden schmalspurigen Bahnen wurden unter einfachen Verhältnissen, oft am Rande von schon bestehenden Straßen errichtet und sind nach Einstellung des Verkehres schnell durch Straßenarbeiten und den generellen Ausbau des Straßennetzes verschwunden. Früher weithin sichtbare Strukturen wie Dämme, Aufschüttungen oder Geländeeinschnitte verschwanden in den darauffolgenden Jahrzehnten zusehends von der Oberfläche. Das Ausfindigmachen dieser alten Trassen und das Folgen der alten Linienführung ist daher für Eisenbahnarchäologen eine große Herausforderung. Nicht selten sind die einzigen verbliebenen und bis heute sichtbaren Anzeichen auf eine Eisenbahnlinie die in den Ortskernen verbliebenen Bahnhofsgebäude. Durch eine Neuaufteilung der Grundstücke, durch Bebauung und Einverleibung in landwirtschaftliche Flächen ist es in weiten Teilen unmöglich, dem ehemaligen Verlauf dieser Linien zu folgen.
Zwei besonders umfassende Initiativen zur Erfassung der Eisenbahnstrukturen wurden vom Verein Association Chemins à Fer ins Leben gerufen. In den Jahren 2008 bis 2011 wurde mit freiwilligen Helfern eine Inventur aller französischen Eisenbahntunnel angelegt, an deren Ende über 2.900 Tunnel erfasst und in einer Datenbank zusammengetragen wurden. Seither wird diese Datenbank mit aktuellen Fotos über den jeweiligen Zustand der Tunnel auf dem Laufenden gehalten. Gleichwohl sind noch nicht alle Tunnel mit Fotos versehen.
Darauf folgend startete im Jahr 2018 die Fortsetzung durch den Verein Association Chemins à Fer. In dieser geht es um die Erfassung aller Brücken und Viadukte. Aufgrund des riesigen Umfanges (es gibt geschätzte 120.000 Brücken und Viadukte) wurde das Projekt auf die wichtigsten Bauwerke reduziert. Aufgebaut wird nun eine Zusammenstellung aller zerstörten Brücken, also solcher, die nur noch beschädigt und in Teilen bestehen, oder vollständig abgetragen sind. Hierbei werden z. B. durch Kriege zerstörte Brücken nicht erfasst, sofern sie repariert und originalgetreu wieder errichtet wurden.
Ein weiterer wichtiger Beitrag zu Erfassung der französischen Eisenbahnen ist der digitale „Atlas des lignes de chemins de fer disparues“ (siehe Links unten). Mithilfe alter Straßenkarten und historischen Luftbildaufnahmen wurden hier alle Eisenbahnlinien nachgezeichnet und zur Einbindung in digitale Karten vorbereitet. Dabei geht die Erfassung auch so weit, diejenigen Linien zu berücksichtigen, deren Fertigstellung nie erfolgt ist (jedoch ein Baubeginn stattgefunden hat).

## Großbritannien

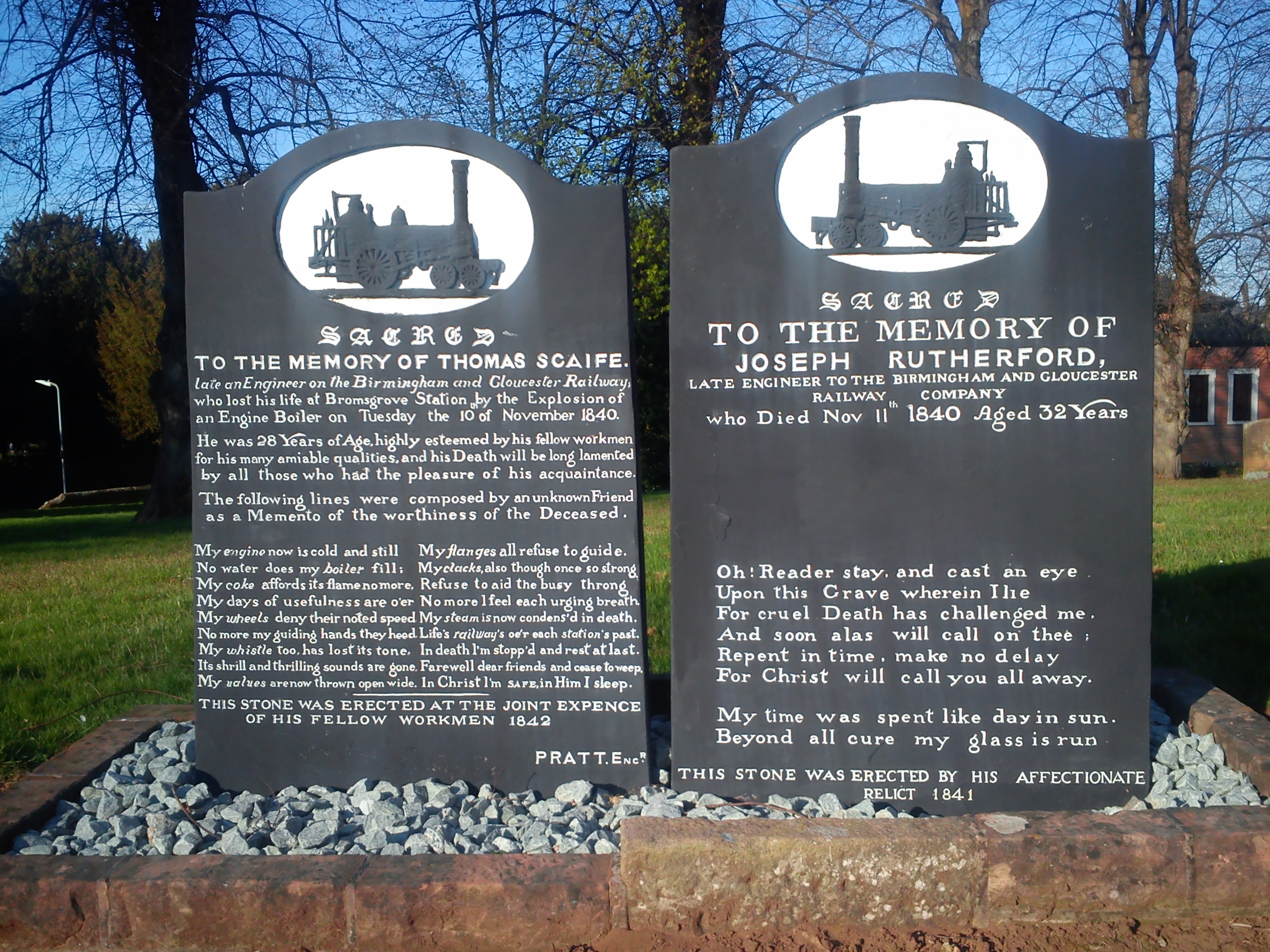
Grabsteine der Lokomotivführer Tom Scaife und Joseph Rutherford auf dem Friedhof von Bromsgrove, die 1840 bei der Explosion einer Dampflok ums Leben kamen

In Großbritannien wurde Eisenbahnarchäologie bereits in den 1970er Jahren als Teil der „industrial archaeology“ wahrgenommen. Damals konnte bereits auf Ausgrabungen in Coalbrookdale in Shropshire verwiesen werden, wo bereits 1767 Gleise verlegt wurden. Das Interesse galt zunächst den frühen Pferdebahnen.

## Methode
Bei neueren Gleisresten, die heutzutage z. B. bei der Umstellung einer Straßenbahnlinie auf den U-Bahn-Betrieb entstehen, ist normalerweise kein größerer Aufwand notwendig, um die entsprechenden Stellen aufzufinden. Wurde eine Bahnstrecke schon vor mehreren Jahrzehnten aufgegeben, gestaltet sich die Suche in der Regel schwieriger. Wichtige Hilfsmittel sind dann alte Linienpläne und Landkarten. Hierbei gewinnen auch Luftbilder vermehrt an Bedeutung, die durch Onlineangebote wie Google Earth mittlerweile einer breiten Öffentlichkeit zur Verfügung stehen. Alte topographische Karten werden teilweise in den Geodaten-Repositorien der Länder bereitgestellt (z. B. BayernAtlas). Auch Strecken, die nie vollendet wurden, sind wie (nicht realisierte) Bauvorleistungen sowie Geisterbahnhofe Gegenstand der Untersuchung. Eine wesentliche Sammlung von auch stillgelegten Streckenverläufen bietet das Projekt openrailwaymap.org.
Ist der ehemalige Verlauf einer stillgelegten Strecke zumindest in Grundzügen bekannt, kann mit der Suche nach deren Resten begonnen werden. Diese erfolgt üblicherweise, indem der Trasse zu Fuß oder mit dem Fahrrad gefolgt wird. Insbesondere im städtischen Raum wird die Suche oft durch die mit der Zeit vorgenommenen baulichen Veränderungen erschwert. Häufig finden sich hier jedoch noch Gleisreste im Gehwegpflaster an früheren Bahnübergängen.

## Einzelbelege
1. ↑  F. Jürgens, Der ehemalige Güterbahnhof Kiel-West oder: „Eisenbahnarchäologie“ – ein weiteres Tätigkeitsfeld der Neuzeitarchäologie! In: F. Jürgens/U. Müller (Hrsg.),Archäologie der Moderne. Standpunkte und Perspektiven. Historische Archäologie Sonderband 2020 (Bonn 2020) 137–146 https://doi.org/10.18440/ha.2020.110
2. ↑  Die Suche nach der Lok "Rhein". Bahnwelt Darmstadt-Kranichstein; R. Schreg, Die Lokjäger - historische Archäologie als Abenteuer. Archaeologik 15.10.2018
3. ↑   N. Cossens: The BPBook of Industrial Archaeology. Oxford: Alden  Press 1972
4. ↑  openrailwaymap.org Openrailwaymap.org - weltweite, offene, aktuelle und detaillierte Karte des Eisenbahnnetzes auf Basis von OpenStreetMap